# Монтевидео (губернаторство)
Должность Политического и военного губернатора Монтевидео (исп. Gobierno Político y Militar de Montevideo) была создана в 1751 году, когда в соответствии с Мадридским договором Испания получила южную часть Восточной полосы.
В то время эта территория была мало населена, и беззащитна как в случае португальского вторжения, так и в случае набегов индейцев, поэтому Испания решила учредить здесь отдельную административную единицу, глава которой обладал бы как гражданской, так и военной властью. В реальности губернатор контролировал лишь территорию, простиравшуюся на два конных перехода (примерно 70 км) от Монтевидео (в то время — небольшой деревушки).
8 июня 1784 года под юрисдикцию Монтевидео были отданы порт Мальдонадо, а также крепости Санта-Тереза и Санта-Текла.
4 сентября 1788 года по указу вице-короля Рио-де-ла-Платы территория, подчиняющаяся губернатору Монтевидео, значительно возросла. Со 2 августа 1790  по 11 февраля 1797 года — губернатором Монтевидео был Антонио Олагер Фелиу.
В 1806 году, когда Сантьяго де Линьерс освободил Буэнос-Айрес от англичан, Королевская аудиенсия Буэнос-Айреса не позволила вице-королю Рафаэлю де Сабремонте вернуться к исполнению своих обязанностей, и избрала Сантьяго де Линьерса временным вице-королём. Губернатор Монтевидео Франсиско Хавьер де Элио потребовал, чтобы новый вице-король был назначен королём, ибо иного порядка испанские законы не предусматривали, а пока создал Хунту Монтевидео, которая должна была подтверждать все указы из Буэнос-Айреса (оставляя за собой право отвергнуть их). В 1809 году Мартин де Альсага попытался поднять в Буэнос-Айресе мятеж против Линьерса, но мятеж был подавлен, а Элио предоставил мятежникам убежище в Монтевидео. Верховная центральная хунта назначила вице-королём Бальтасар Идальго де Сиснероса, который лично прибыл в Монтевидео; Элио признал власть Сиснероса и распустил Хунту Монтевидео.
В 1810 году, когда стало известно о том, что Наполеон заставил испанского короля отречься от престола, произошла Майская революция, и власть в Буэнос-Айресе взяла в свои руки Первая хунта Аргентины. Монтевидео стал оплотом роялистов, и Регентский совет провозгласил его новой столицей вице-королевства Рио-де-ла-Плата, а Элио — новым вице-королём. Однако прочие города Восточной полосы поддержали Аргентинскую хунту, и в ходе Восточной революции в Монтевидео 23 июня 1814 года вошли аргентинско-повстанческие войска. Так было покончено с испанским владычеством, и новые губернаторы Монтевидео представляли уже Соединённые провинции Южной Америки.
В июле 1816 года в результате португальского вторжения губернаторство было ликвидировано, а территорию аннексировало Соединённое королевство Португалии, Бразилии и Алгарве.